# Chiara Dal Santo
Chiara Dal Santo (Mirano, 16 luglio 1969) è un'ex canoista italiana.

## Carriera
Nata a Mirano, in provincia di Venezia, nel 1969, atleta della Reale Società Canottieri Bucintoro, a 23 anni ha partecipato ai giochi olimpici di Barcellona 1992, nel K-4 500 metri, dove con la squadra italiana, composta anche da Amalia Calzavara, Annacatia Casagrande e Lucia Micheli, è stata eliminata in semifinale, conclusa al quarto posto in 1'41"08, con l'accesso in finale riservato soltanto ai primi tre classificati.